# Casa flotant

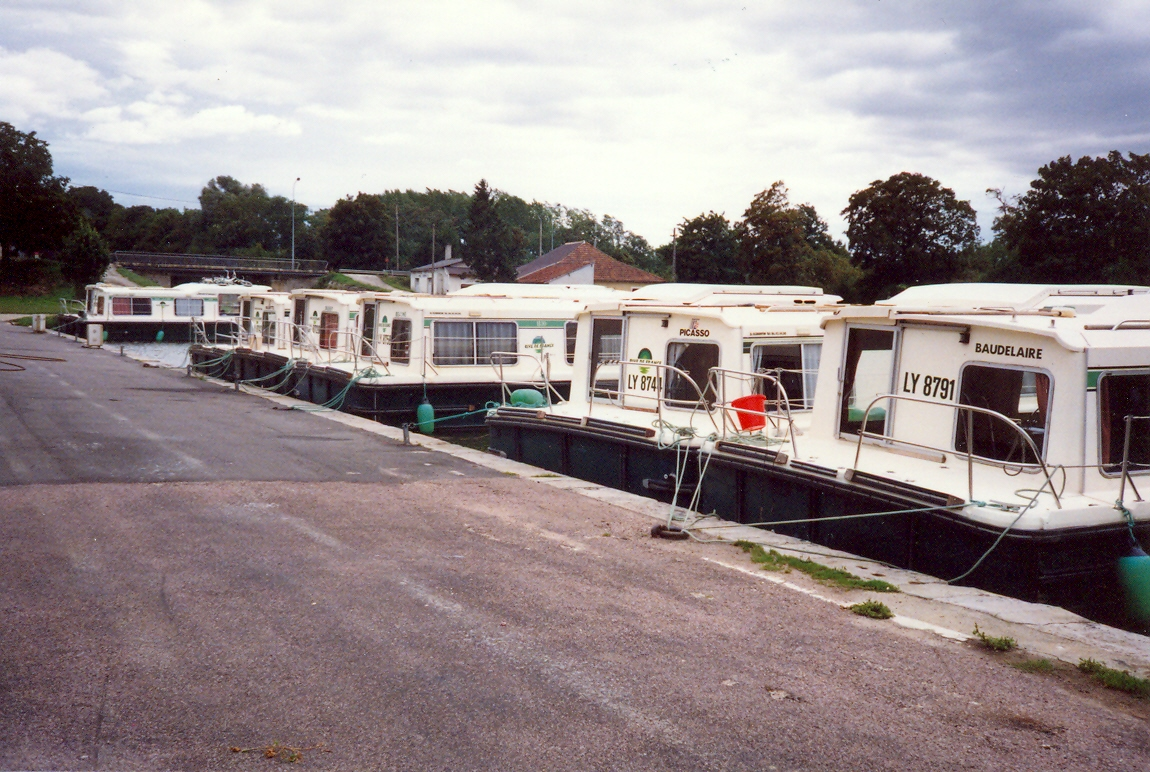
Cases flotants a Saint Florentin, al Canal de Borgonya, França

Una casa flotant és un vaixell que ha estat dissenyat o modificat per ser usat principalment com a hàbitat humà. Algunes cases flotants no estan motoritzades, perquè usualment romanen ancorades en un punt fix. Tanmateix d'altres són capaços de desplaçar-se amb els seus propis motors.

## Equipament
Una casa flotant típica pot contar amb comoditats per a dos a dotze persones. En general tenen una longitud de 7 a 15 m, acostumen a comptar amb aigua calenta i freda, dutxa, vàter marí o amb dipòsit químic d'efluents, i cuina totalment equipada amb frigorífic i forn.

## Característiques a diferents països

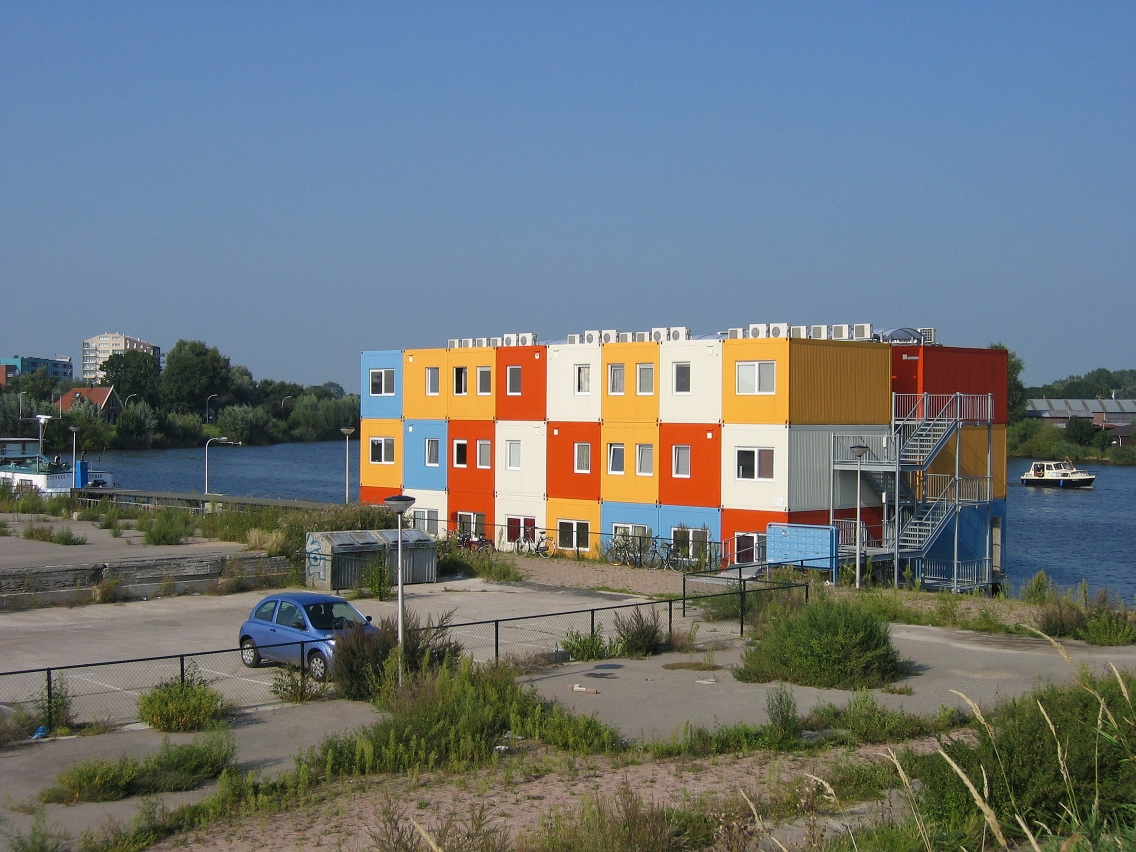
Casa flotant per a estudiants a Zwolle, Països Baixos.

A l'Argentina, existeix una empresa anomenada FerroFlot que es dedica a la fabricació de Sistemes de Flotació per a cases flotants d'habitatge permanent. El Director d'aquesta empresa es diu Pablo Luis Rubio i dissenyà una casa flotant anomenada "EPICA" que es pot veure en aquest video.
A Austràlia, especialment al riu Murray i l'assolellada costa de Queensland s'utilitzen pontons motoritzats adaptats a cases flotants de dos o més dormitoris. Alguns tenen diverses cobertes i poden utilitzar-se com a residència permanent o de estiueig. Existeixen unitats disponibles per a lloguer.
Al Canadà les cases flotantes gaudeixen de popularitat a Colúmbia Britànica, Ontario i Quebec, on hi ha abundància de llacs i rius per utilitzar-les. El sistema del canal Rideau és un dels llocs on hi ha serveis de turisme amb aquesta particularitat. Les localitats de Sicamous i Shuswap Lake a Colúmbia Britànica es promocionen com a «capitals de les cases flotants».

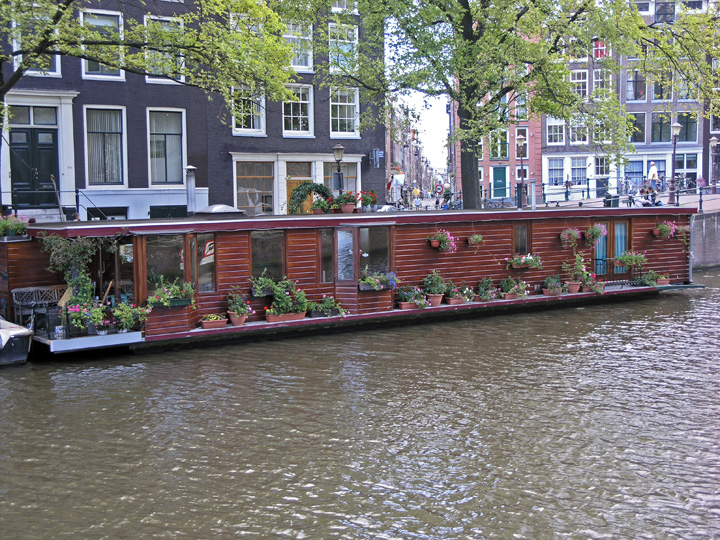
Casa flotant a Amsterdam, Països Baixos.

A Europa alguns dels millors i més costosos exemples de cases flotants poden trobar al llarg dels canals d'Amsterdam, que ofereix fins i tot serveis d'hotels flotants. El sistema s'ha tornat molt car en els últims anys a causa de l'escassetat de llocs d'amarratge.
Als canals i rius del Regne Unit s'estima que existeix una població de quinze mil persones vivint a cases flotants, especialment a Anglaterra i el País de Gales. Allà s'utilitzen vaixells de mànega estreta, denominats narrowboat, utilitzats originàriament per transportar materies primes i combustible pels canals construïts des d'inicis de la Revolució Industrial. Ara com ara els canals s'utilitzen majorment per a recreació i turisme, tenint en compte que travessen molts llocs històrics i àrees urbanes.